# PL/SQL
PL/SQL (acrónimo para a expressão inglesa Procedural Language/Structured Query Language) é uma extensão da linguagem padrão SQL para o SGBD Oracle da Oracle Corporation. É uma linguagem procedural da Oracle que estende a linguagem SQL.
Permite que a manipulação de dados seja incluída em unidades de programas. Blocos de PL/SQL são passados e processados por uma PL/SQL Engine que pode estar dentro de uma ferramenta Oracle ou do Server. A PL/SQL Engine filtra os comandos SQL e manda individualmente o comando SQL para o SQL Statement Executor no Oracle Server, que processa o PL/SQL com os dados retornados do Server.
É a linguagem básica para criar programas complexos e poderosos, não só no banco de dados, mas também em diversas ferramentas Oracle.
Antes de 1991 a única forma de usar construções procedurais com o SQL era usar PRO*C. Foi onde as instruções SQL do Oracle foram embutidas em código C. O código C era pré-compilado para converter as instruções SQL em chamadas de bibliotecas.
Em 1991 o PL/SQL 1.0 foi lançado com o Oracle Versão 6.0. Ele era muito limitado nas suas capacidades.
Já a versão 2.0 era uma atualização maior, que suportava stored packages, procedures, funções, tabelas PL/SQL, registros definidos pelo programador e package extensions. Esta versão foi lançada com o Oracle Versão 7.0.
O PL/SQL Versão 2.1 foi liberado com a Versão 7.1 do Oracle. Isto permitiu o uso de stored functions dentro de instruções SQL e a criação de SQL dinâmico pelo uso do pacote DBMS_SQL. Foi também possível executar instruções de Linguagens de Definição de Dados de programas PL/SQL.
A Versão 2.2 PL/SQL foi lançada com a Versão 7.2 do Oracle. Ele implementava uma proteção do código para programas PL/SQL e também o agendamento de trabalhos do banco de dados com o pacote DBMS_JOB.
A Versão 2.3 do PL/SQL foi lançado com a Versão 7.3 do Oracle. Esta versão aumentou as capacidades das tabelas PL/SQL e adicionou funcionalidades de E/S de arquivos.
A Versão 2.4 do PL/SQL foi liberada com a Versão 8.0 do Oracle. Esta versão suporta os melhoramentos do Oracle 8, incluindo Large Objects, projeto orientado a objetos, tabelas aninhadas e Oracle advanced queuing.

## Estrutura Básica da PL/SQL
Com PL/SQL, você pode usar instruções SQL para manipular dados do Oracle e controle de fluxo para processar os dados. Além disso, você pode declarar constantes e variáveis, definir procedimentos e funções. Assim, PL/SQL combina o poder de manipulação dos dados de SQL com o poder de processamento de dados das linguagens procedurais.
As unidades básicas (procedimentos, funções e blocos anônimos) que compõem um programa PL/SQL são blocos lógicos, que podem conter qualquer número de sub-blocos aninhados. Tipicamente, cada bloco lógico corresponde a um problema ou subproblema a ser resolvido. Assim, PL/SQL suporta a "abordagem dividir para conquistar"  para a resolução de problemas chamado refinamento passo a passo.
Um bloco (ou sub-bloco) permite agrupar declarações logicamente relacionadas. Dessa forma, você pode colocar declarações perto de onde elas são usadas. As declarações são locais para o bloco e deixam de existir quando o bloco é concluído.
A unidade básica em PL/SQL é um bloco. Todos os programas em PL/SQL são compostos por blocos, que podem estar localizados uns dentro dos outros. Geralmente, cada bloco efetua uma ação lógica no programa. Um bloco tem basicamente a seguinte estrutura:
DECLARE
Seção para declaração de variáveis,tipos e subprogramas locais.
BEGIN
Seção Executável, nesta seção ficam as instruções procedimentais e SQL. Esta é a única seção do bloco que é indispensável e obrigatória.
EXCEPTION
Seção/Setor onde ficam as instruções de exceção. Ex: valor vazio, valor duplicado
END
A ordem das partes segue uma lógica. Primeiro vem a parte declarativa, em quais objetos podem ser declarados. Uma vez declarados, os objetos podem ser manipulados na parte executável. Exceções que surgem durante a execução podem ser tratadas na parte de tratamento de exceção.
Você pode aninhar sub-blocos na parte executável e na de tratamento de exceções de um bloco PL/SQL ou subprograma, mas não na parte declarativa. Além disso, você pode definir subprogramas locais na parte declarativa de qualquer bloco. No entanto, você pode chamar subprogramas locais só a partir do bloco em que eles são definidos.

## Tipos de Dados da PL/SQL
Toda constante, variável, parâmetro e função da PL/SQL retorna um valor como um tipo de dado, tipo esse, que determina seu formato de armazenamento e seus valores e operações válidos.
A PL/SQL tem muitos tipos e subtipos de dados no pacote STANDARD e permite que você defina seus próprios subtipos. Os principais tipos de dados da PL/SQL são:
- Os tipos de dados SQL;
- BOOLEAN;
- PLS_INTEGER e BINARY_INTEGER;
- REF CURSOR e SYS_REFCURSOR;
- Subtipos definidos pelo usuário.

### BOOLEAN
O tipo BOOLEAN armazena valores lógicos, que são os valores booleanos TRUE e FALSE e o valor NULL que representa um valor desconhecido.
A sintaxe para declarar uma variável BOOLEAN é:
nome_variavel BOOLEAN
O único valor que você pode atribuir a uma variável BOOLEAN é uma expressão booleana. Por exemplo:
```
DECLARE

  
nome_variavel
 
BOOLEAN
;

BEGIN

  
-- Essas estruturas de repetição do tipo WHILE são equivalentes

  
nome_variavel
 
:=
 
FALSE
;

  
WHILE
 
nome_variavel
 
=
 
FALSE

    
LOOP

      
nome_variavel
 
:=
 
TRUE
;

    
END
 
LOOP
;

  
nome_variavel
 
:=
 
FALSE
;

  
WHILE
 
NOT
 
(
nome_variavel
 
=
 
TRUE
)

    
LOOP

      
nome_variavel
 
:=
 
TRUE
;

    
END
 
LOOP
;

  
nome_variavel
 
:=
 
FALSE
;

  
WHILE
 
NOT
 
nome_variavel

    
LOOP

      
nome_variavel
 
:=
 
TRUE
;

    
END
 
LOOP
;

END
;

```

Como a SQL não tem um tipo de dado equivalente a BOOLEAN, você não pode:
- Atribuir um  valor booleano a uma coluna da tabela de banco de dados;
- Selecionar ou buscar o valor de uma coluna da tabela do banco de dados em uma variável BOOLEAN;
- Usar um valor do tipo BOOLEAN em uma instrução SQL, função SQL ou função PL/SQL chamada de uma instrução SQL.

### PLS_INTEGER
Os tipos PLS_INTEGER e BINARY_INTEGER são idênticos. Para simplificar, vamos usar PLS_INTEGER para significar PLS_INTEGER e BINARY_INTEGER.
PLS_INTEGER armazena valores inteiros que vão de -2.147.483.648 a 2.147.483.647, representados em 32 bits.
Vantagens do PLS_INTEGER sobre o tipo de dados NUMBER e os subtipos NUMBER:
- Os valores PLS_INTEGER ocupam menos espaço de armazenamento;
- As operações PLS_INTEGER usam ULA, portanto, são mais rápidas do que as operações NUMBER, que usam library arithmetic (biblioteca aritmética de software).

Para maior eficiência, use os valores PLS_INTEGER para todos os cálculos de números inteiros que estejam dentro de seu intervalo.
Subtipos de PLS_INTEGER:
- NATURAL: valores positivos de PLS_INTEGER incluído o 0;
- NATURALN: valores do subtipo NATURAL e não nulos;
- POSITIVE: valores positivos de PLS_INTEGER excluído o 0;
- POSITIVEN: valores do subtipo POSITIVE e não nulos;
- SIGNTYPE: valores -1, 0 ou 1 (útil para programar lógica de estado triplo);
- SIMPLE_INTEGER: valores de PLS_INTEGER não nulos.

### REF CURSOR
Um cursor é um ponteiro para uma área privada da SQL que armazena informações sobre o processamento de uma instrução SELECT ou DML específica. Um cursor de sessão permanece na memória da sessão até que a sessão termine. Um cursor de sessão que é construído e gerenciado pela própria PL/SQL é um cursor implícito. Um cursor de sessão que você constrói e gerencia é um cursor explícito.

Uma variável de cursor é como um cursor explícito, exceto que:
- Não se limita a uma consulta. Você pode abrir uma variável de cursor para uma consulta, processar o conjunto de resultados e usar a variável de cursor para outra consulta;
- Você pode atribuir um valor a ele;
- Você pode usá-lo em uma expressão;
- Pode ser um parâmetro de subprograma. Você pode usar variáveis de cursor para passar conjuntos de resultados de consulta entre subprogramas;
- Pode ser uma variável de host. Você pode usar variáveis de cursor para passar resultados de consultas entre subprogramas armazenados e seus clientes;
- Não pode aceitar parâmetros. Você não pode passar parâmetros para uma variável de cursor, mas pode passar consultas inteiras para ela.

Uma variável de cursor tem essa flexibilidade porque é um ponteiro, ou seja, seu valor é o endereço de um item, não o próprio item.
Antes de fazer referência a uma variável de cursor, você deve fazer com que ela aponte para uma área de trabalho SQL, abrindo-a ou atribuindo a ela o valor de uma variável de cursor ou variável de cursor de host já aberta.
Para criar uma variável de cursor, declare uma variável do tipo SYS_REFCURSOR ou defina um tipo REF CURSOR e então declare a variável. Informalmente, uma variável de cursor às vezes é chamada de REF CURSOR. Para simplificar, vamos usar REF CURSOR para significar SYS_REFCURSOR e REF CURSOR.
A sintaxe básica de um tipo REF CURSOR é:
```
DECLARE

  
TYPE
 
nome_variavel1
 
IS
 
REF
 
CURSOR
 
RETURN
 
nome_tabela1
%ROWTYPE
;
  
-- tipo forte

  
TYPE
 
nome_variavel2
 
IS
 
REF
 
CURSOR
;
                       
-- tipo fraca

  
cursor1
  
nome_variavel1
;
       
-- variável de cursor forte

  
cursor2
  
nome_variavel2
;
   
-- variável de cursor fraca

  
meu_cursor1
 
SYS_REFCURSOR
;
  
-- variável de cursor fraca

  
TYPE
 
meu_cursor2
 
IS
 
REF
 
CURSOR
 
RETURN
 
nome_tabela2
%ROWTYPE
;
  
-- tipo forte

  
cursor3
 
meu_cursor2
;
  
-- variável de cursor forte

BEGIN

  
NULL
;

END
;

```

As variáveis nome_tabela1 e nome_tabela2 podem ser dos tipos de dados:
- RECORD;
- Uma tabela ou uma consulta SQL;

Se você especificar o nome_retorno então a sua variável de cursor é forte, senão ela é fraca. Com uma variável de cursor forte você só pode relacionar consultas que retornam o tipo especificado na própria variável de cursor, entretanto, com uma fraca você pode relacionar qualquer consulta.
Abrindo uma variável de cursor:
```
DECLARE

  
TYPE
 
nome_variavel1
 
IS
 
REF
 
CURSOR
 
RETURN
 
nome_tabela1
%ROWTYPE
;
  
-- tipo forte

  
TYPE
 
nome_variavel2
 
IS
 
REF
 
CURSOR
;
                       
-- tipo fraca

  
cursor1
  
nome_variavel1
;
       
-- variável de cursor forte

  
cursor2
  
nome_variavel2
;
   
-- variável de cursor fraca

  
meu_cursor1
 
SYS_REFCURSOR
;
  
-- variável de cursor fraca

  
TYPE
 
meu_cursor2
 
IS
 
REF
 
CURSOR
 
RETURN
 
nome_tabela2
%ROWTYPE
;
  
-- tipo forte

  
cursor3
 
meu_cursor2
;
  
-- variável de cursor forte

BEGIN

  
OPEN
 
nome_variavel1
 
FOR
 
SELECT
 
*
 
FROM
 
nome_tabela1
;

END
;

```

Fechando uma variável de cursor:
```
DECLARE

  
TYPE
 
nome_variavel1
 
IS
 
REF
 
CURSOR
 
RETURN
 
nome_tabela1
%ROWTYPE
;
  
-- tipo forte

  
TYPE
 
nome_variavel2
 
IS
 
REF
 
CURSOR
;
                       
-- tipo fraca

  
cursor1
  
nome_variavel1
;
       
-- variável de cursor forte

  
cursor2
  
nome_variavel2
;
   
-- variável de cursor fraca

  
meu_cursor1
 
SYS_REFCURSOR
;
  
-- variável de cursor fraca

  
TYPE
 
meu_cursor2
 
IS
 
REF
 
CURSOR
 
RETURN
 
nome_tabela2
%ROWTYPE
;
  
-- tipo forte

  
cursor3
 
meu_cursor2
;
  
-- variável de cursor forte

BEGIN

  
OPEN
 
nome_variavel1
 
FOR
 
SELECT
 
*
 
FROM
 
nome_tabela1
;

  
CLOSE
 
nome_variavel1
;

END
;

```

### Subtipos Definidos Pelo Usuário
A PL/SQL permite que você defina seus próprios subtipos. O tipo base pode ser qualquer tipo de dados PL/SQL como CHAR, DATE ou RECORD incluindo um subtipo definido, anteriormente, pelo usuário.
Os subtipos podem:
- Fornecer compatibilidade com tipos de dados ANSI/ISO;
- Mostrar o uso pretendido para o subtipo em questão;
- Detectar valores fora do intervalo.

```
DECLARE

  
SUBTYPE
 
Cep
 
IS
 
POSITIVEN
(
8
);

BEGIN

  
Cep
 
:=
 
12345678
;

END
;

```